# Lijst van leguanen
Onderstaand een lijst van alle soorten leguanen (Iguanidae). Er zijn 44 soorten in negen geslachten. 
- Amblyrhynchus cristatus
- Brachylophus bulabula
- Brachylophus fasciatus
- Brachylophus gau
- Brachylophus vitiensis
- Cachryx alfredschmidti
- Cachryx defensor
- Conolophus marthae
- Conolophus pallidus
- Conolophus subcristatus
- Ctenosaura acanthura
- Ctenosaura bakeri
- Ctenosaura clarki
- Ctenosaura conspicuosa
- Ctenosaura flavidorsalis
- Ctenosaura hemilopha
- Ctenosaura macrolopha
- Ctenosaura melanosterna
- Ctenosaura nolascensis
- Ctenosaura oaxacana
- Ctenosaura oedirhina
- Ctenosaura palearis
- Ctenosaura pectinata
- Ctenosaura quinquecarinata
- Ctenosaura similis
- Cyclura carinata
- Cyclura collei
- Cyclura cornuta
- Cyclura cychlura
- Cyclura lewisi
- Cyclura nubila
- Cyclura pinguis
- Cyclura ricordi
- Cyclura rileyi
- Cyclura stejnegeri
- Dipsosaurus catalinensis
- Dipsosaurus dorsalis
- Iguana delicatissima
- Iguana iguana
- Sauromalus ater
- Sauromalus hispidus
- Sauromalus klauberi
- Sauromalus slevini
- Sauromalus varius